# Arcidiocesi di Singapore

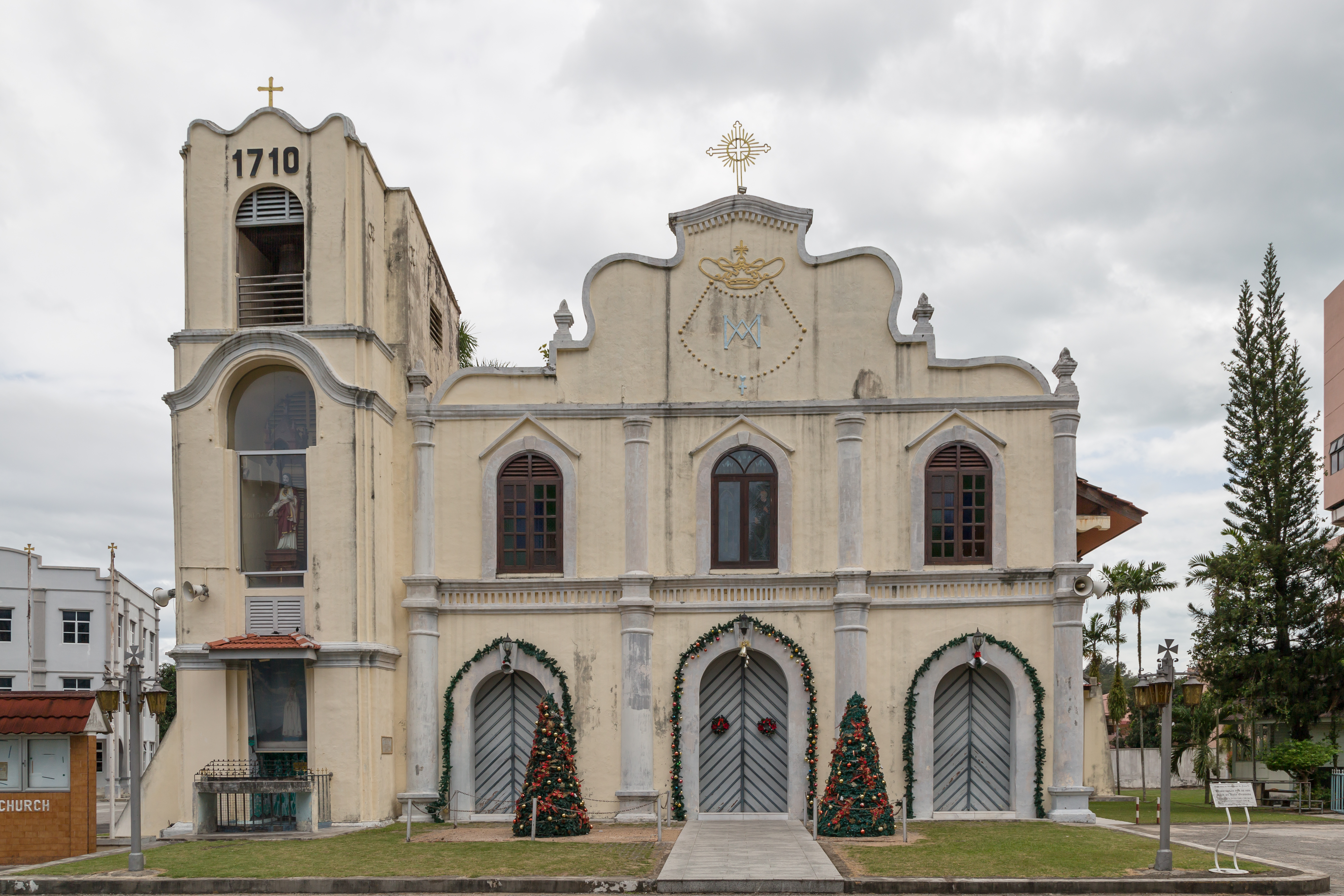
La chiesa di San Pietro a Malacca, costruita nel 1710 all'epoca del vescovo Manuel do Santo António.

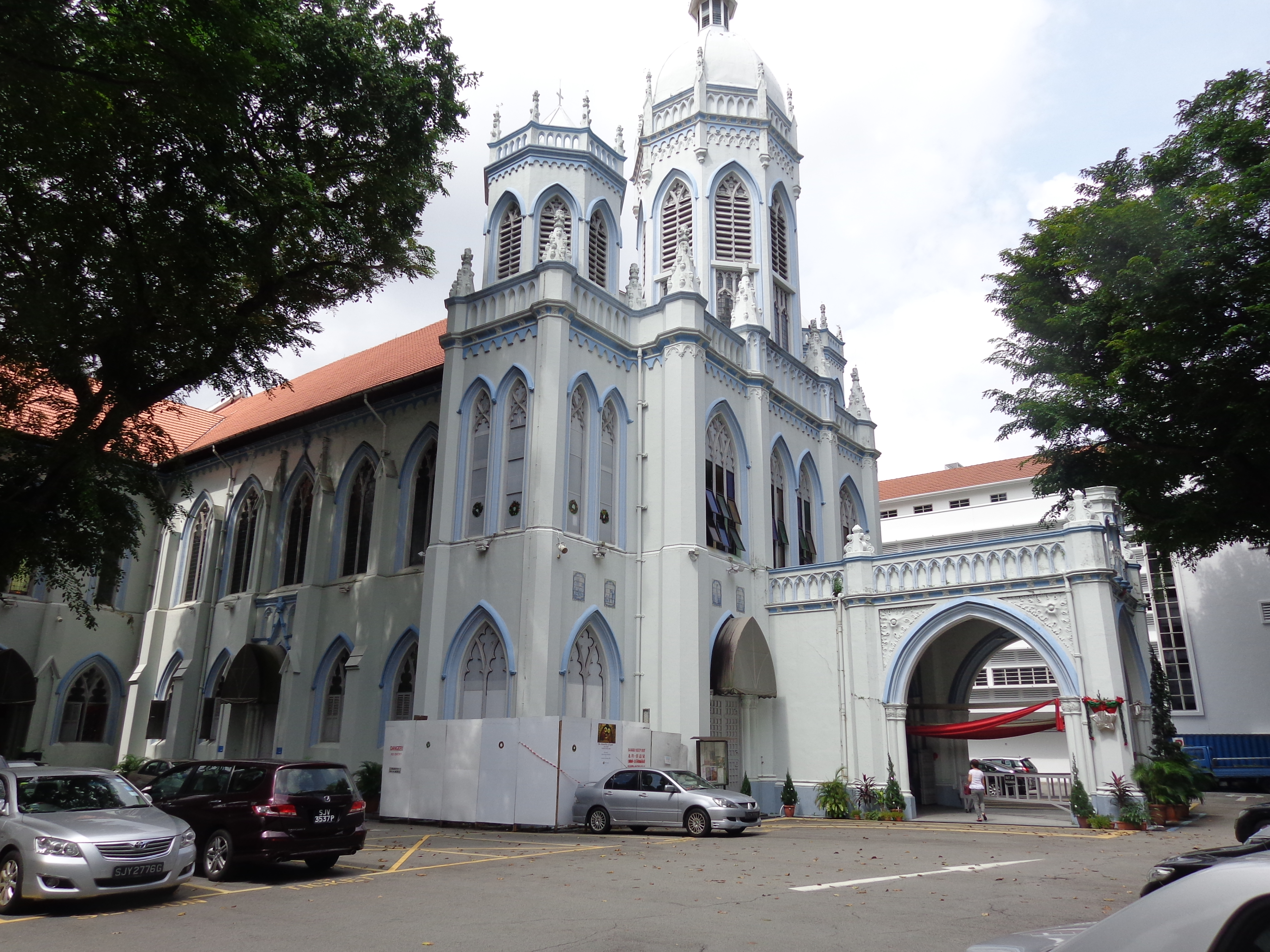
La chiesa di San Giuseppe a Singapore, costruita all'inizio del Novecento sul luogo della precedente chiesa edificata da Vincente de Santa Catarina, successore di Francisco da Silva Pinto e Maya, tra il 1851 e il 1853.

L'arcidiocesi di Singapore (in latino Archidioecesis Singaporensis) è una sede della Chiesa cattolica a Singapore immediatamente soggetta alla Santa Sede. Nel 2023 contava 175.872 battezzati su 5.637.000 abitanti. È retta dall'arcivescovo cardinale William Goh Seng Chye.

## Territorio
L'arcidiocesi comprende l'intero territorio della città-stato di Singapore, dove si trova la cattedrale del Buon Pastore (Cathedral of the Good Shepherd).
Il territorio si estende su 729 km² ed è suddiviso in 29 parrocchie.

## Storia
La diocesi di Malacca fu eretta il 4 febbraio 1558 con la bolla Pro excellenti praeeminentia di papa Paolo IV e posta sotto la giurisdizione del padroado del re del Portogallo. Sede della diocesi era la città di Malacca, capitale del sultanato omonimo.
Il territorio, ricavato dall'arcidiocesi di Goa di cui era suffraganea, era immenso e comprendeva, almeno nominalmente, tutte le terre emerse ad est dell'India. In seguito all'erezione della diocesi di Macao nel 1576, la diocesi di Malacca le cedette la Cina, il Giappone ed il Tonchino. Nel 1712 cedette una porzione del suo territorio a vantaggio dell'erezione della prefettura apostolica delle Isole dell'Oceano Indiano (oggi diocesi di Saint-Denis-de-La Réunion).
Verso la metà del Seicento gli Olandesi strapparono ai Portoghesi il controllo sui territori malesi, attuando una politica di restrizione delle attività missionarie, di divieto del culto e di repressione delle popolazioni cattoliche, per lo più composte dai discendenti euroasiatici dei primi coloni portoghesi. Secondo la testimonianza del missionario Laurent Imbert, nel 1821 a Singapore la comunità cattolica era composta da sole dodici persone.
Con l'arrivo degli Olandesi la diocesi di Malacca era de facto soppressa e i pochi vescovi riconosciuti dalla Santa Sede dovettero risiedere a Timor o a Flores oppure rimanere in Europa. Un rallentamento della repressione si ebbe in occasione della guerra di successione spagnola all'inizio del Settecento, quando Olandesi e Portoghesi si trovarono alleati, e questo permise una certa libertà di culto ai cattolici, che in questa occasione costruirono la chiesa di San Pietro a Malacca (1710). L'ultimo vescovo portoghese fu nominato nel 1804.
Nel frattempo, all'inizio del Seicento, con la nascita di Propaganda Fide, Roma cercò di aggirare gli inconvenienti creatisi con il patronato regio portoghese erigendo i vicariati apostolici che dipendevano direttamente dalla Santa Sede. Nel 1669 sorse il vicariato apostolico del Siam (l'odierna arcidiocesi di Bangkok) con territorio dismembrato dalla diocesi di Malacca. Quando nel 1779 il re del Siam espulse i missionari stranieri, un gruppo di cristiani con il vicario apostolico Arnaud-Antoine Garnault trovarono rifugio dapprima a Kedah e poi a Penang, nel nord della Malesia.
Nel 1819 la Compagnia britannica delle Indie orientali acquistò Singapore, e i cattolici dell'isola chiesero a più riprese al vicario apostolico del Siam, Esprit Florens, di inviare loro un prete residente; Florens scrisse a Roma per sapere se la penisola malese dipendesse dal suo vicariato. Nel frattempo si mossero anche i Portoghesi, che ancora consideravano quelle terre sotto la giurisdizione del padroado e che si affrettarono ad inviare da Macao un prete portoghese, Francisco da Silva Pinto e Maya. Nel 1827 il papa stabilì, con un decreto di Propaganda Fide, che la giurisdizione su Singapore dipendeva dal vicariato apostolico del Siam. Il governo portoghese si rifiutò di riconoscere il decreto papale e l'arcivescovo di Goa minacciò di scomunica chiunque ledesse i suoi diritti metropolitici sulla sede di Malacca.
Lo scontro divenne frontale nel 1838 quando la diocesi fu soppressa con il breve Multa praeclare di papa Gregorio XVI. e la sua giurisdizione passò al vicariato apostolico di Ava e Pegù (oggi arcidiocesi di Yangon), in Birmania. Tuttavia, nel 1840 passò nuovamente sotto la giurisdizione del vicariato apostolico del Siam, confermandosi così il decreto del 1827.
Il 10 settembre 1841, con il breve Universi dominici gregis, papa Gregorio XVI divise in due parti il vicariato del Siam, dando origine al vicariato apostolico del Siam Orientale (da cui discende l'arcidiocesi di Bangkok) e al vicariato apostolico del Siam occidentale, che successivamente assunse il nome di vicariato apostolico di Malacca-Singapore. La missione nel nuovo vicariato fu affidata ai missionari delle Missioni Estere di Parigi, che già vi operavano dal 1832, guidata dal vicario Jean-Paul-Hilaire-Michel Courvezy.
In seguito al concordato fra Santa Sede e governo portoghese del 1886, fu risolta l'annosa questione di giurisdizione fra patronato regio e Propaganda Fide: con l'articolo 9 del concordato, veniva sancita l'unione delle parrocchie dipendenti dal Padroado (San Pietro a Malacca e San Giuseppe a Singapore) con la diocesi di Macao, mentre con l'articolo 10 si lasciava libera la Santa Sede «di nominare i Vescovi e di prendere le determinazioni che crederà opportune a vantaggio dei fedeli».
In forza dell'articolo 10 del concordato suddetto, il 10 agosto 1888 Roma procedette ad elevare il vicariato apostolico a diocesi con la lettera apostolica In Indosinensibus di papa Leone XIII, assegnandole nuovamente il nome di diocesi di Malacca.
Già suffraganea dell'arcidiocesi di Pondicherry e Cuddalore, il 19 settembre 1953 fu elevata al rango di arcidiocesi senza suffraganee, immediatamente soggetta alla Santa Sede, con la bolla Mutant res di papa Pio XII.
Il 25 febbraio 1955 cedette porzioni del suo territorio a vantaggio dell'erezione delle diocesi di Kuala Lumpur (oggi arcidiocesi) e di Penang; lo stesso giorno, in virtù della bolla Cum per apostolicas dello stesso papa Pio XII, fu elevata al rango di sede metropolitana con la denominazione di "arcidiocesi di Malacca-Singapore" e con suffraganee le due diocesi di Kuala Lumpur e di Penang.
Il 18 dicembre 1972 per effetto della bolla Spe certa ducti di papa Paolo VI l'arcidiocesi si è divisa dando origine alla diocesi di Malacca-Johore (oggi diocesi di Melaka-Johor), mentre la parte restante ha assunto la presente denominazione di arcidiocesi di Singapore, perdendo però la dignità di sede metropolitana e divenendo una sede arcivescovile immediatamente soggetta alla Santa Sede.
Nel 1981 ha avuto termine la giurisdizione dei vescovi di Macao sulla chiesa e la parrocchia di San Giuseppe di Singapore, benché, per facilitare il passaggio, la parrocchia abbia continuato ad essere officiata da preti inviati da Macao fino al 1999.

## Cronotassi dei vescovi
Si omettono i periodi di sede vacante non superiori ai 2 anni o non storicamente accertati.

### Sede di Malacca
- Jorge de Santa Luzia, O.P. † (4 febbraio 1558 - 1576 o 1577 dimesso)
- João Ribeiro Gaio † (29 gennaio 1578 - 1601 deceduto)
- Cristovão da Sá, O.S.H. † (30 agosto 1604 - 12 novembre 1612 nominato arcivescovo di Goa)
- Gonçalvo da Silva † (4 febbraio 1613 - 6 settembre 1632 nominato vescovo di Ceuta e Tangeri)
- António do Rosário, O.P. † (9 febbraio 1637 - 1637 ? deceduto)
  - Sede vacante (1637-1691)
  - Gregório dos Anjos † (? - 30 agosto 1677 nominato vescovo di São Luís do Maranhão) (vescovo eletto)
- Antonio de Sancta Theresa, O.F.M. † (8 gennaio 1691 - ? deceduto)
- Manuel do Santo António, O.P. † (21 novembre 1701 - 1738 deceduto)
- António de Castro † (3 settembre 1738 - 9 agosto 1743 deceduto)
- Miguel de Bulhões e Souza, O.P. † (28 marzo 1746 - 19 febbraio 1748 nominato vescovo coadiutore di Belém do Pará)
- Gerardo de San José, O.P. † (19 febbraio 1748 - gennaio 1760 deceduto)
  - Sede vacante (1760-1782)
- Alexandre da Sagrada Familia Ferreira da Silva, O.F.M. † (16 dicembre 1782 - 14 febbraio 1785 nominato vescovo di Angola e Congo)
  - Sede vacante (1785-1804)
- Francisco de São Damazo Abreu Vieira, O.F.M. † (29 ottobre 1804 - 15 marzo 1815 nominato vescovo di San Salvador di Bahia)
  - Sede vacante (1815-1838)
  - Sede soppressa (1838-1841)

### Sede di Singapore
- Jean-Paul-Hilaire-Michel Courvezy, M.E.P. † (10 settembre 1841 - 7 settembre 1844 dimesso)
- Jean-Baptiste Boucho, M.E.P. † (3 giugno 1845 - 6 marzo 1871 deceduto)
- Michel-Esther Le Turdu, M.E.P. † (6 marzo 1871 succeduto - 10 maggio 1877 deceduto)
- Edouard Gasnier, M.E.P. † (28 marzo 1878 - 8 aprile 1896 deceduto)
- René-Michel-Marie Fée, M.E.P. † (21 luglio 1896 - 20 gennaio 1904 deceduto)
- Marie-Luc-Alphonse-Emile Barillon, M.E.P. † (10 maggio 1904 - 10 gennaio 1933 dimesso[5])
- Adrien Pierre Devals, M.E.P. † (27 novembre 1933 - 17 gennaio 1945 deceduto)
  - Sede vacante (1945-1947)
- Michel Olçomendy, M.E.P. † (21 gennaio 1947 - 3 febbraio 1977 ritirato)
- Gregory Yong Sooi Ngean † (3 febbraio 1977 - 14 ottobre 2000 ritirato)
- Nicholas Chia Yeck Joo † (15 maggio 2001 - 20 maggio 2013 ritirato)
- William Goh Seng Chye, succeduto il 20 maggio 2013

## Statistiche
L'arcidiocesi nel 2023 su una popolazione di 5.637.000 persone contava 175.872 battezzati, corrispondenti al 3,1% del totale.
| anno | popolazione | popolazione | popolazione | presbiteri | presbiteri | presbiteri | presbiteri                | diaconi | religiosi | religiosi | parrocchie |
| anno | battezzati  | totale      | %           | numero     | secolari   | regolari   | battezzati per presbitero | diaconi | uomini    | donne     | parrocchie |
| ---- | ----------- | ----------- | ----------- | ---------- | ---------- | ---------- | ------------------------- | ------- | --------- | --------- | ---------- |
| 1950 | 95.624      | 6.242.002   | 1,5         | 43         | 36         | 7          | 2.223                     |         | 124       | 420       | 38         |
| 1969 | 93.500      | 3.664.900   | 2,6         | 105        | 74         | 31         | 890                       |         | 109       | 259       | 34         |
| 1980 | 85.380      | 2.400.000   | 3,6         | 90         | 59         | 31         | 948                       |         | 85        | 246       | 24         |
| 1990 | 108.601     | 2.650.000   | 4,1         | 119        | 75         | 44         | 912                       |         | 110       | 241       | 29         |
| 1999 | 143.668     | 3.865.600   | 3,7         | 126        | 76         | 50         | 1.140                     |         | 110       | 211       | 30         |
| 2000 | 147.421     | 3.893.700   | 3,8         | 140        | 76         | 64         | 1.053                     |         | 121       | 248       | 30         |
| 2001 | 151.655     | 4.017.700   | 3,8         | 126        | 67         | 59         | 1.203                     |         | 112       | 216       | 30         |
| 2002 | 155.537     | 4.131.200   | 3,8         | 130        | 69         | 61         | 1.196                     |         | 119       | 220       | 30         |
| 2003 | 159.132     | 4.163.700   | 3,8         | 130        | 68         | 62         | 1.224                     |         | 135       | 249       | 30         |
| 2004 | 162.711     | 4.185.200   | 3,9         | 137        | 70         | 67         | 1.187                     |         | 132       | 202       | 30         |
| 2010 | 185.208     | 4.990.000   | 3,7         | 131        | 71         | 60         | 1.413                     |         | 171       | 210       | 31         |
| 2014 | 152.922     | 5.399.200   | 2,8         | 145        | 65         | 80         | 1.054                     | 1       | 126       | 176       | 28         |
| 2017 | 157.988     | 5.607.000   | 2,8         | 147        | 71         | 76         | 1.074                     | 1       | 125       | 173       | 29         |
| 2020 | 153.952     | 5.703.000   | 2,7         | 152        | 71         | 81         | 1.012                     | 2       | 121       | 158       | 29         |
| 2022 | 169.867     | 5.453.000   | 3,1         | 158        | 76         | 82         | 1.075                     | 2       | 131       | 162       | 29         |
| 2023 | 175.872     | 5.637.000   | 3,1         | 156        | 77         | 79         | 1.127                     | 2       | 126       | 156       | 29         |